# Porte-jarretelles

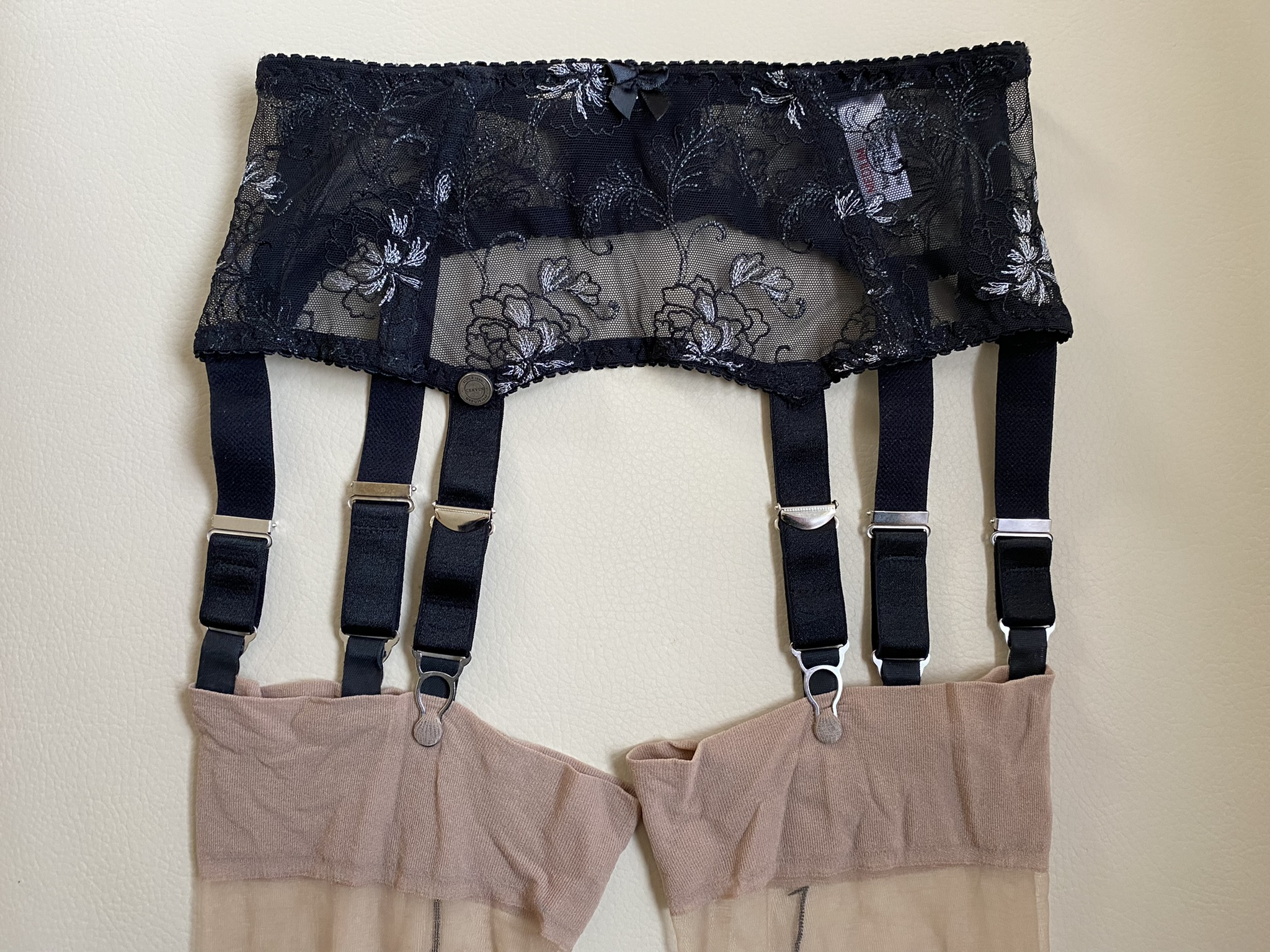
Porte-jarretelles en tulle avec broderies et à six jarretelles

Le porte-jarretelles est un sous-vêtement féminin. Pièce de lingerie, il s'apparente à une ceinture entourant la taille ou reposant sur les hanches. Il est muni de paires de jarretelles (le plus souvent 2 ou 3), avec des petites attaches en plastique ou en métal aux extrémités, servant à soutenir les bas « simples. »

## Histoire

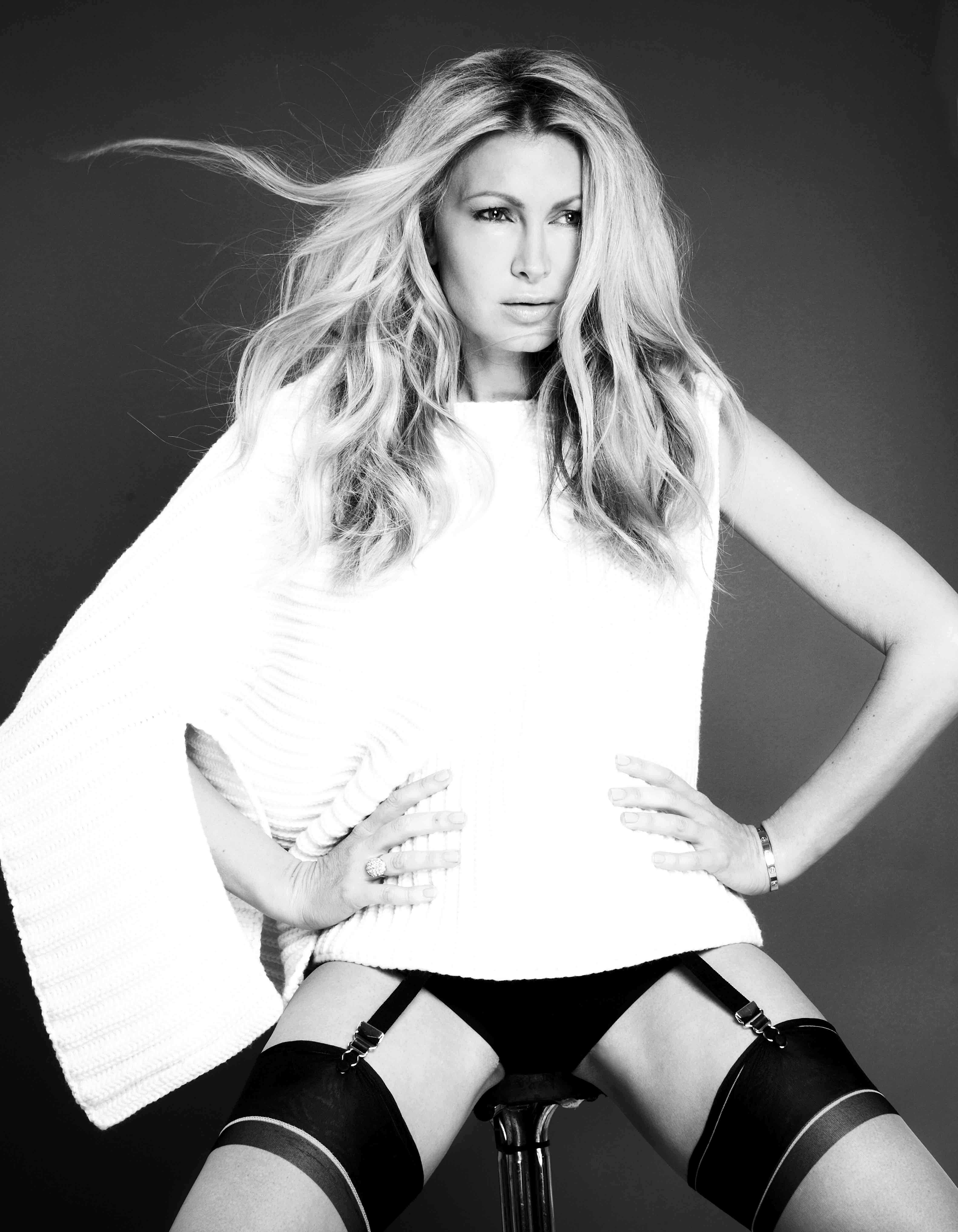
Porte-jarretelles - Caprice Bourret.

Une légende urbaine lancée en 1983 par l'écrivain et dessinateur Jacques Lob dans L'Écho des savanes, en attribue la paternité à Gustave Eiffel ; c'était un canular reposant sur la similitude entre les pieds de la tour et un porte-jarretelle à l'envers,. Une autre légende, selon Thomas de Quincey, attribue l'invention d'un porte-jarretelles tendu par des ressorts à Emmanuel Kant pour pouvoir se promener dans les rues de Königsberg sans perdre ses bas de soie.
En réalité, c'est en 1876 que Féréol Dedieu, corsetier, tente de remettre au goût du jour un système d'attache des bas en vogue sous Louis XIV, pour des raisons médicales,. En effet, les jarretières posaient des problèmes de circulation sanguine à certaines femmes. Jugé inesthétique, ce système fut tout d’abord boudé. Lorsque la mode imposa le corset qui s’ornait de jarretelles pour soutenir les bas, ce furent tout d’abord les Anglaises qui l’adoptèrent à partir de 1893.
La jarretelle est une modernisation de la jarretière. Une jarretelle est un ruban élastique muni d’une pince à l'une de ses extrémités et servant à fixer les bas à la gaine ou au porte-jarretelles. L'usage veut que la culotte soit portée par-dessus l'ensemble porte-jarretelles/bas afin de faciliter l'utilisation des toilettes sans avoir à défaire le tout.
Paul Poiret, grand couturier français des années 1930, contribuera à donner au porte-jarretelles ses lettres de noblesse. L’affiche du film L'Ange bleu (1930), sur laquelle on voit Marlène Dietrich vêtue de bas dans une pose vue, à l'époque, comme "provocante", contribua également à lancer cette pièce de lingerie. Mais les privations de la Seconde Guerre mondiale et l’absence de bas portent un coup d’arrêt à son développement.
Après la guerre, les Américains répandent les bas nylon. Marcel Rochas crée la guêpière. La mode change et le porte-jarretelles devient obsolète avec l'arrivée du collant et de la minijupe à partir de 1964. De plus, la ligne féminine fait que la gaine ou la guêpière ne sont plus au goût du jour. Il pâtit aussi des mouvements féministes qui voient en lui, comme pour le soutien-gorge, un symbole d'oppression.
Jusqu'à l'apparition du collant et son usage généralisé à la fin des années 1960, la fonction du porte-jarretelles est utilitaire. Depuis lors, il est porté dans un but de séduction ou d'érotisme et est devenu un puissant symbole de féminité : il apparaît comme un attribut plus érotique. Associé à la volonté de séduction de celles qui le portent, le porte-jarretelles est l'objet de fantasmes, voire de fétichisme de la part de beaucoup d'hommes. Dans les années 1970, Chantal Thomass entre autres, réintroduisit la lingerie sexy et sophistiquée pour les femmes élégantes. Les années 1980 sont celles du redémarrage du porte-jarretelles.
Le porte-jarretelles regagne depuis quelques années la faveur des jeunes femmes, surtout depuis la vague de la mode porno chic ainsi que du new burlesque. En France, 10 à 15 % des femmes déclarent en porter. Sa présence fréquente dans les rayons des supermarchés, et non plus exclusivement dans les boutiques de lingerie, en est la démonstration.
La plupart des grandes marques actuelles de lingerie proposent des porte-jarretelles avec quatre jarretelles, souvent fines, qui n'ont pas été conçus pour un port sur le long terme. Afin d'éviter les bas qui descendent ou qui tournent, certains fabricants ont mis au goût du jour le porte-jarretelles à six jarretelles ou plus - reprenant un dispositif qui existait seulement sur les gaines - plus efficace notamment pour le port des bas à coutures. Le porte-jarretelles retrouve ainsi un aspect vintage, magnifié par le Burlesque, comme un écho direct et un hommage à la célèbre pin-up américaine Bettie Page dans les années 1950.
Le serre-taille, le galbe-taille et la guêpière sont trois pièces de lingerie proches du porte-jarretelles.

## Serre-taille et galbe-taille

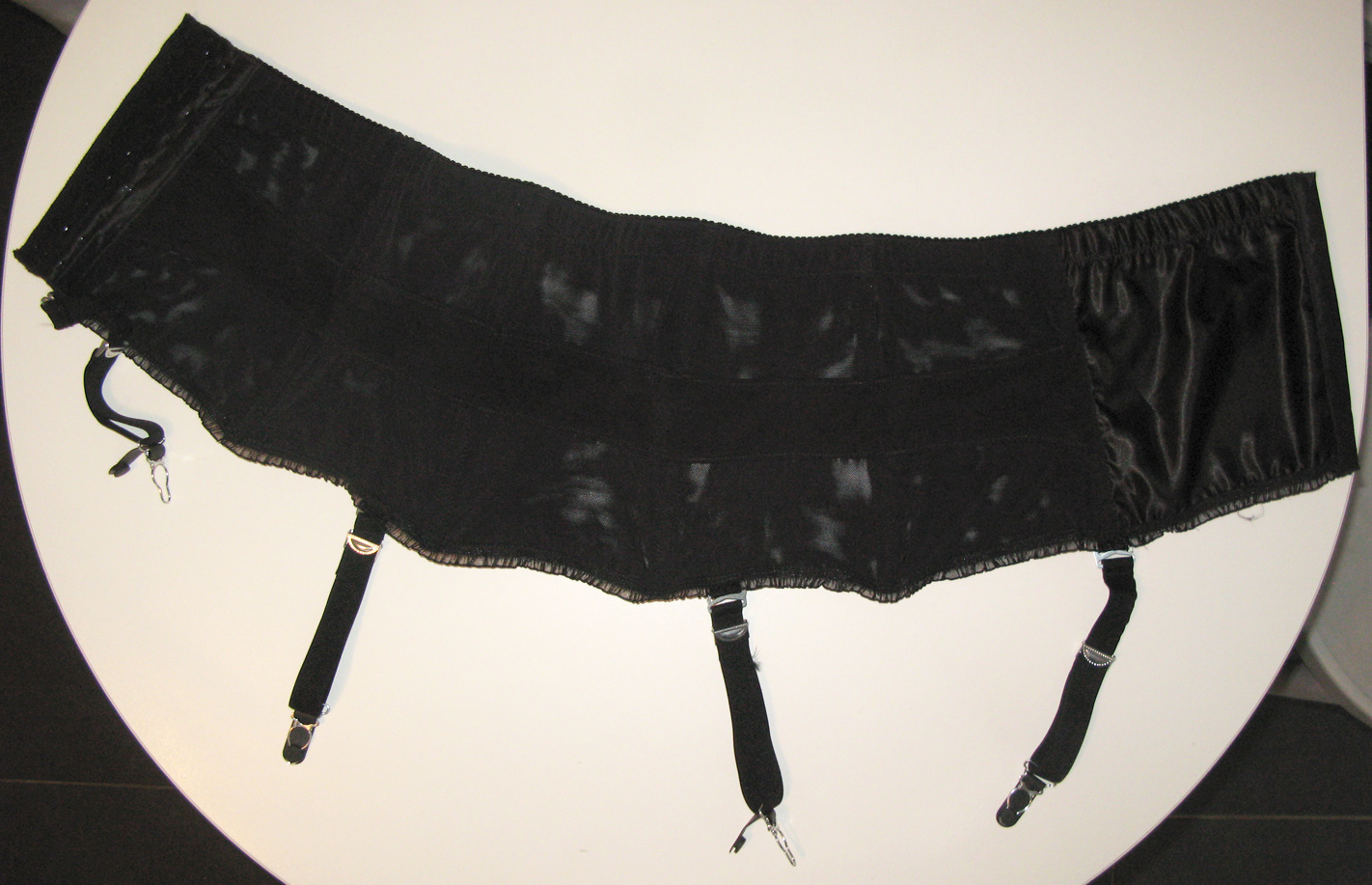
Serre-taille de nos jours.

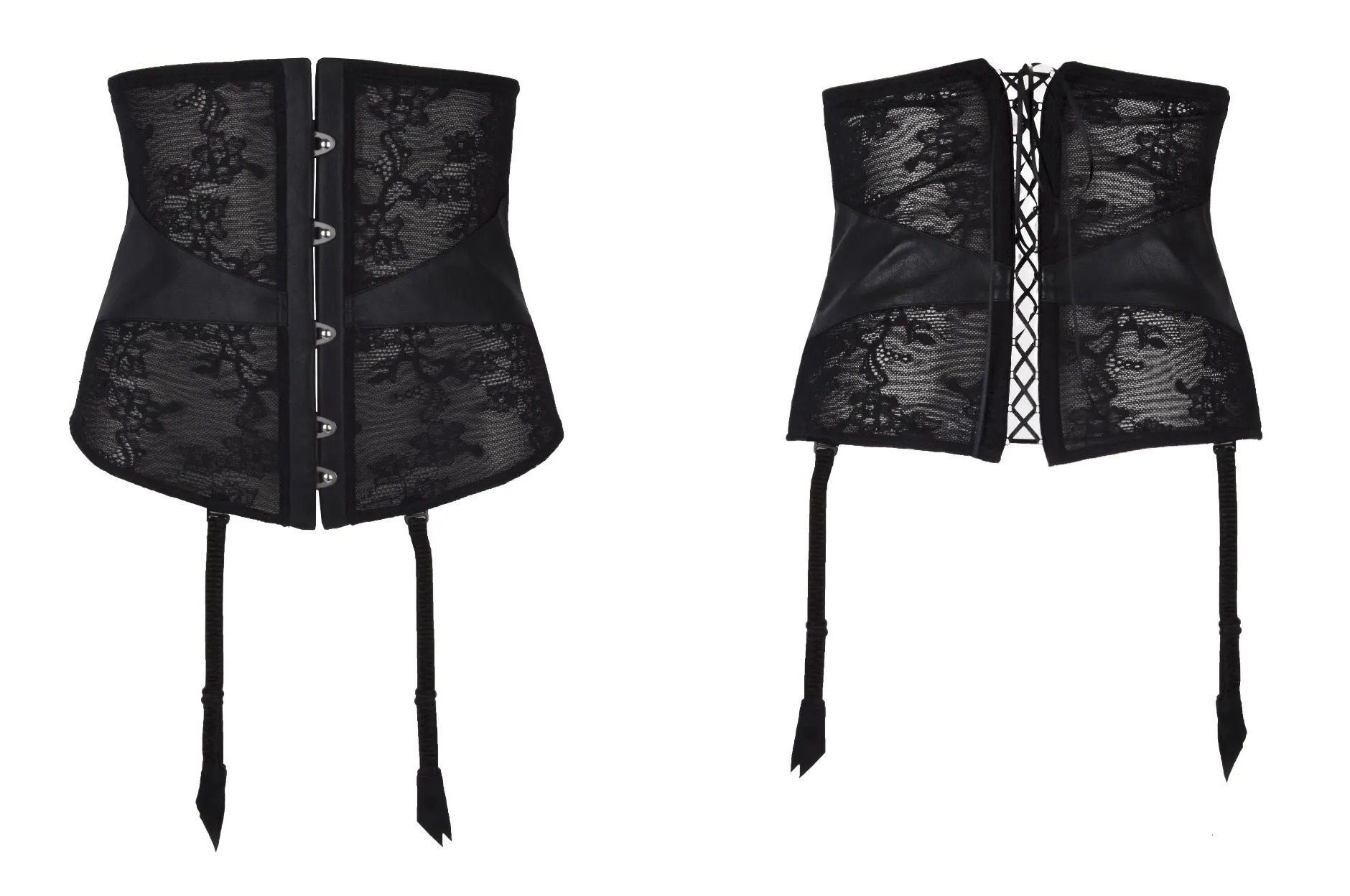
Déclinaison du porte-jarretelles, le galbe-taille.

À l'origine, un serre-taille (« Waspie » ou « Waist cincher ») est un petit corset permettant de maintenir la taille et le ventre, voire de donner une taille de guêpe, sans prendre le buste, et dépourvu de jarretelles. Il n'avait pas fonction de soutenir la poitrine.
De nos jours, par extension, un serre-taille est un porte-jarretelles, avec une ceinture haute, se portant au-dessus des hanches et qui enveloppe le bassin. Devenu plus confortable par l'utilisation de baleines en plastiques et l’absence de busc rigide (un simple renfort en tissu ou plastique peut le remplacer), il permet malgré tout d'affiner la taille et maintenir le ventre.
Le galbe-taille est une déclinaison du serre-taille : il affine davantage la silhouette en couvrant totalement l'abdomen et en remontant jusque sous les seins.
Pourvus de deux à trois paires de jarretelles, des modèles comportent jusqu'à 6 paires.
La vague du shapewear et du new burlesque a poussé certains fabricants de lingerie à proposer systématiquement ce type de modèle dans leurs gammes de produits, en plus du porte-jarretelles ou de la guêpière.

## Au cinéma

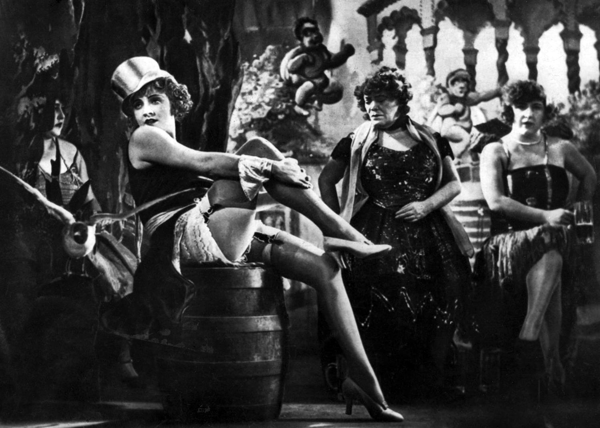
Marlene Dietrich dans le film L'Ange bleu (1930).

Certains films, à l’instar de L'Ange bleu (1930) où Lola-Lola montre ses jarretelles, contribuent à populariser cet accessoire. Dans En cas de malheur (1958), Brigitte Bardot soulève sa jupe dans le bureau de Jean Gabin et ses jarretelles apparaissent subrepticement.
En 1963, dans Hier, aujourd'hui et demain, Sophia Loren dévoile sa lingerie et détache son porte-jarretelles devant Marcello Mastroianni. Trente ans plus tard, les deux protagonistes interprètent une scène similaire avec humour dans Prêt-à-porter de Robert Altman.
Dans Belle de jour (1967), Catherine Deneuve laisse voir son porte-jarretelles lors de ses journées de travail dans une maison de rendez-vous.
Dans les années 1980, c'est Kim Basinger qui se déshabille langoureusement dans 9 semaines 1/2 et laisse apparaître furtivement les jarretelles retenant ses bas.
En 1992, Emmanuelle Seigner apparaît dans Lunes de fiel en talons aiguilles, bas et porte-jarretelles sous un imperméable. On peut également citer Talons aiguilles (1991) où les hommes qui se travestissent en femme commencent toujours par mettre un porte-jarretelles.